# 約束の2010
ゆうちょスペシャル 約束の2010 中澤佑二ドキュメント（ゆうちょスペシャル やくそくのに・まる・いち・まる なかざわゆうじドキュメント）は、2009年12月20日18時から18時30分にテレビ朝日系列で放送されたドキュメンタリー番組である。

## 番組内容
横浜F・マリノスの中澤佑二に密着したドキュメンタリー。中澤はヴェルディ川崎に入団した1999年にJリーグ新人王を獲得するなど輝かしい記録を残し、サッカー日本代表にも選ばれた。2006 FIFAワールドカップ後に一度は腰痛などを理由に代表からの引退を決意したが、バスケットボール・田臥勇太（リンク栃木ブレックス）との出会いで再び代表を目指す決意をした。
その中澤のこれまでのサッカー選手としての歩みを振り返りつつ、2010 FIFAワールドカップでの代表入りを目指す中澤の練習やプライベート、更には2009年からCMモデルを務め、当番組冠協賛を担当しているゆうちょ銀行のCM撮影にも密着して取材。田臥や漫才師・チュートリアルとの対談の模様も挿入した。
ナレーターは伊藤英明が務めた。